# Artaxer (sátrapa de Gomã)
Artaxer (em persa médio: rthštr; romaniz.: Ardašīr; em parta: rthštr, Ardašīr; em grego clássico: Αρταξαρ, Artaxar) foi um oficial sassânida do século III, ativo durante o reinado do xainxá Sapor I (r. 240–270). 

## Nome
Artaxes (Αρτάξης, Artáxēs), Adeser (Αδεσήρ, Adesēr), Artaxer (Αρταξηρ, Artaxḗr), Artaxares (Αρταξάρης, Artaxárēs), Artaser (Αρτασήρ, Artasḗr), Artasires (Αρτασείρης, Artaseírēs), Artaxas (Αρτάξας, Artáxas) e Artaxias (Αρταξίας, Artaxías) são as formas gregas do parta e persa médio Ardaxir ou Artaxir (𐭠𐭥𐭲𐭧𐭱𐭲𐭥, Ardaxšīr ou Artaxšīr) e do armênio Artaxir (Արտաշիր, Artašir) e Artaxes (Արտաշէս, Artašēs; surgido da forma não atestada *Artašas). Esses nomes derivam do persa antigo Artaxaça (𐎠𐎼𐎫𐎧𐏁𐏂𐎠, Artaxšaçā) ou o iraniano antigo Artaxatra (*R̥ta-xš-ira-), que significa "cujo reinado é através da verdade". Sua grafia em persa antigo também foi helenizada e latinizada como Artaxerxes (Αρταξέρξης, Artaxérxēs).

## Vida
Artaxer é conhecido apenas a partir da inscrição Feitos do Divino Sapor segundo a qual era sátrapa (governador) de Gomã (atual Como). Faz parte de um grupo de sete governadores só conhecidos a partir dessa inscrição, mas a julgar que está entre os dignitários da corte de Sapor, devia ter posição elevada. Essa ideia é reforçada por receber sacrifícios ordenados pelo rei. Na lista aparece em segundo entre os sátrapas e em vigésimo segundo entre os dignitários.